# Оценка воздействия на окружающую среду
Оценка воздействия на окружающую среду (ОВОС, EIA, (англ. environmental impact assessment) — термин Международной ассоциации по оценке воздействия на окружающую среду (IAIA, International Association for Impact Assessment). Предназначена для выявления характера, интенсивности и степени опасности влияния любого вида планируемой хозяйственной деятельности на состояние окружающей среды и здоровье населения.
ОВОС относится к направлению, имеющему общий «зонтичный бренд» оценки программ.
Проведение ОВОС в РФ предусмотрено Статья 32. Проведение оценки воздействия на окружающую среду ФЗ «Об охране окружающей среды» N 7-ФЗ.
ОВОС намечаемой хозяйственной и иной деятельности на окружающую среду способствует принятию экологически грамотного управленческого решения о реализации намечаемой хозяйственной и иной деятельности посредством определения возможных неблагоприятных воздействий, оценки экологических последствий, учёта общественного мнения, разработки мер по уменьшению и предотвращению воздействий.

## Участники ОВОС
В процедуре ОВОС участвуют заказчик, исполнитель работ по оценке воздействия и общественность.
Заказчик — юридическое или физическое лицо, отвечающее за подготовку документации по намечаемой деятельности в соответствии с нормативными требованиями, предъявляемыми к данному виду деятельности на экологическую экспертизу.
Исполнитель работ по оценке воздействия на окружающую среду — физическое или юридическое лицо, осуществляющее проведение оценки воздействия на окружающую среду, которому заказчик предоставил право на проведение работ по оценке воздействия на окружающую среду. Исполнитель отвечает за полноту и достоверность оценок, соответствие их экологическим нормативам и стандартам.
В процессе выполнения ТЗ на ОВОС исполнитель проводит исследования по оценке воздействия с учётом альтернатив проекта, целей деятельности, способов их достижения и т. д., результатом которых является предварительный вариант материалов по оценке воздействия, с которым заказчик знакомит общественность. После анализа замечаний общественности и результатов общественных слушаний исполнитель готовит окончательный вариант материалов по оценке воздействия. Окончательный вариант ОВОС представляется на государственную экологическую экспертизу в составе другой предпроектной и проектной документации. Возможно также проведение общественной экологической экспертизы.
Третий участник ОВОС — общественность региона. Он может включаться в процедурный процесс на этапе представления первоначальной информации и на этапах проведения ОВОС. Принимать участие в общественных слушаниях, общественных обсуждениях.

## Процедура

### Требования к исполнителю
- определение характеристик состояния окружающей среды в районе расположения объекта;
- анализ видов, основных источников и интенсивности существующего техногенного воздействия в рассматриваемом районе;
- выявление характера, объёма и интенсивности предполагаемого воздействия проектируемого объекта на компоненты окружающей среды в процессе строительства и эксплуатации;
- описание целей реализации намечаемой деятельности, возможных альтернатив;

### Принципы ОВОС
- применение ОВОС в качестве инструмента формирования решений на самых ранних этапах проектирования и доступность на этих же этапах информации по проектным решениям для общественности;
- рассмотрение во взаимосвязи технологических, технических, социальных, природоохранных и экономических показателей проектных предложений;
- альтернативность проектных решений, формирование новых вариантов;
- ответственность заказчика (инициатора) деятельности за последствия реализации проектных решений.

Заказчик обеспечивает финансирование всех процедур ОВОС.
ОВОС включает:
- определение ресурсного потенциала территорий и фонового состояния окружающей среды;
- разработку программы ОВОС;
- оценку альтернативных вариантов строительства или хозяйственной деятельности;
- оценку величины и продолжительности потенциального воздействия проекта на окружающую среду;
- мониторинг воздействия реализации проекта на окружающую среду;
- разработку мер и мероприятий по снижению уровня воздействия на окружающую среду;
- общественные слушания[3] и экологическую экспертизу;
- подготовку отчетов по анализу воздействия проекта на окружающую среду.

В окончательный вариант материалов по ОВОС должны включаться протоколы общественных слушаний.

## Этапы проведения
В соответствии с методологией Международной организации по оценке влияния, процесс ОВОС представляет собой последовательный переход по следующим стадиям:
1. Скрининг (screening), в рамках которого определяется, необходимо ли оценивать проект с точки зрения воздействия на окружающую среду и насколько детально.
2. Скоппинг (scopping) — выявление проблем и сфер влияния, которые представляются важными, а также установление источников информации для ОВОС
3. Оценка альтернативных проектов, в результате которой выявляется наиболее предпочтительный, благоприятный для окружающей среды способ достижения заявленных в проекте целей
4. Оценка воздействия — определение и прогнозирование степени экологического, биологического и социального влияния проекта

На этапе оценки воздействия анализируются количественные показатели воздействия, а именно:
- интенсивность воздействия (поступление загрязняющих веществ в единицу времени)
- удельная мощность воздействия (поступление загрязняющих веществ на единицу площади)
- периодичность воздействия во времени (дискретное, непрерывное, разовое воздействие)
- длительность воздействия (год, месяц и т. д.)
- пространственные границы воздействия (глубина, размеры и форма зоны воздействия)

1. Управление экологическим воздействием — установление мероприятий, необходимых для устранения, минимизации, или компенсации неблагоприятных последствий от введения программ, реализации проекта и т. д.
2. Оценка значимости — определение относительной важности и приемлемости прочих компонентов воздействия на окружающую среду (например, тех, которые нельзя элиминировать). Целью данного этапа является сокращение первоначального списка влияний путём выбора только тех, которые характеризуются наибольшей интенсивностью и продолжительностью. При этом используются следующие критерии значимости:

- значительная по площади зона воздействия
- влияние на особо охраняемые территории
- особо опасное производство

1. Составление отчета о проведении ОВОС
2. Принятие решения — принятие проекта или отказ от его реализации, а также установление условий его осуществления
3. Надзор за соблюдением предписанных условий осуществления проекта, контроль степени влияния проекта на окружающую среду, а также эффективности мер по снижению негативных последствий.

## ОВОС в других странах
На Украине
В результате изменений в законодательной системе, отныне субъекту хозяйствования необходимо провести оценку воздействия на окружение (ОВД). ОВД выдвигает требования касательно экологической безопасности, рационального использования природных ресурсов, минимизации вредного воздействия на окружение в процессе принятии решений об осуществлении плановой деятельности. Результатом проведения оценки воздействия является разработка соответствующего заключения об оценке воздействия на окружение.
Главным моментом изменений является замена заключения государственной экологической экспертизы на заключение об оценке воздействия на окружение. Без наличия заключения об оценке воздействия на окружение предприятию запрещается осуществлять запланированную деятельность.